# 送り拍子木

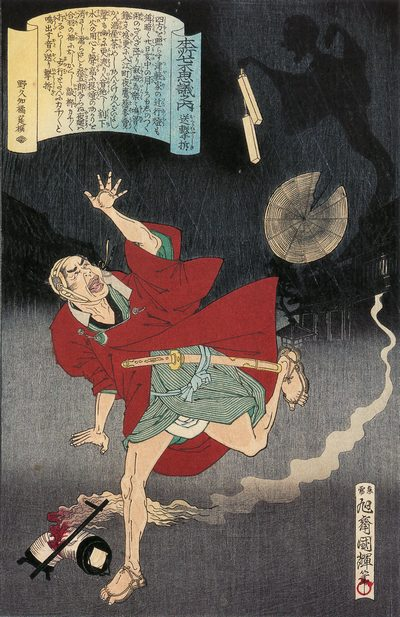
『本所七不思議之内 送撃柝』（送り拍子木）三代国輝・画

送り拍子木（おくりひょうしぎ）は、本所（東京都墨田区）を舞台とした本所七不思議と呼ばれる奇談・怪談の1つ。

## 概要
江戸時代の割下水付近を、「火の用心」と唱えながら拍子木を打って夜回りすると、打ち終えたはずの拍子木の音が同じような調子で繰り返して聞こえ、あたかも自分を送っているようだが、背後を振り向いても誰もいないという話である。実際には、静まり返った町中に拍子木の音が反響したに過ぎないとの指摘もあるが、雨の日、拍子木を打っていないのに拍子木の音が聞こえたという話もある。
同じく本所七不思議のひとつ「送り提灯」は、拍子木が提灯になったのみで、本項と同様の怪異である。